# Spermatorrhoe
Die Spermatorrhoe (auch Spermatorrhö, Samenfluss) bezeichnet einen Ausfluss von Samenflüssigkeit aus der Harnröhre ohne eine sexuelle Erregung.
Die direkte Ursache für die Spermatorrhoe ist eine Insuffizienz des Ductus ejaculatorius. Eine Spermatorrhoe tritt vor allem während des Stuhlgangs sowie beim Urinieren auf. Im ersten Fall spricht man von einem Defäkations-, im letzteren von einem Miktionssyndrom. Die Ursachen für die Fehlfunktion können psychischer Natur sein. Außerdem ist eine chronische Gonorrhoe (wörtlich „Samenfluss“) eine häufige Ursache. Seltener ist eine Läsion des Rückenmarks und somit eine fehlende neurale Funktionssteuerung der Auslöser.
Vergleichbar mit der Spermatorrhoe ist die Prostatorrhoe, bei der allerdings keine Samenflüssigkeit, sondern das trübe Prostatasekret austritt.